# 输油管道

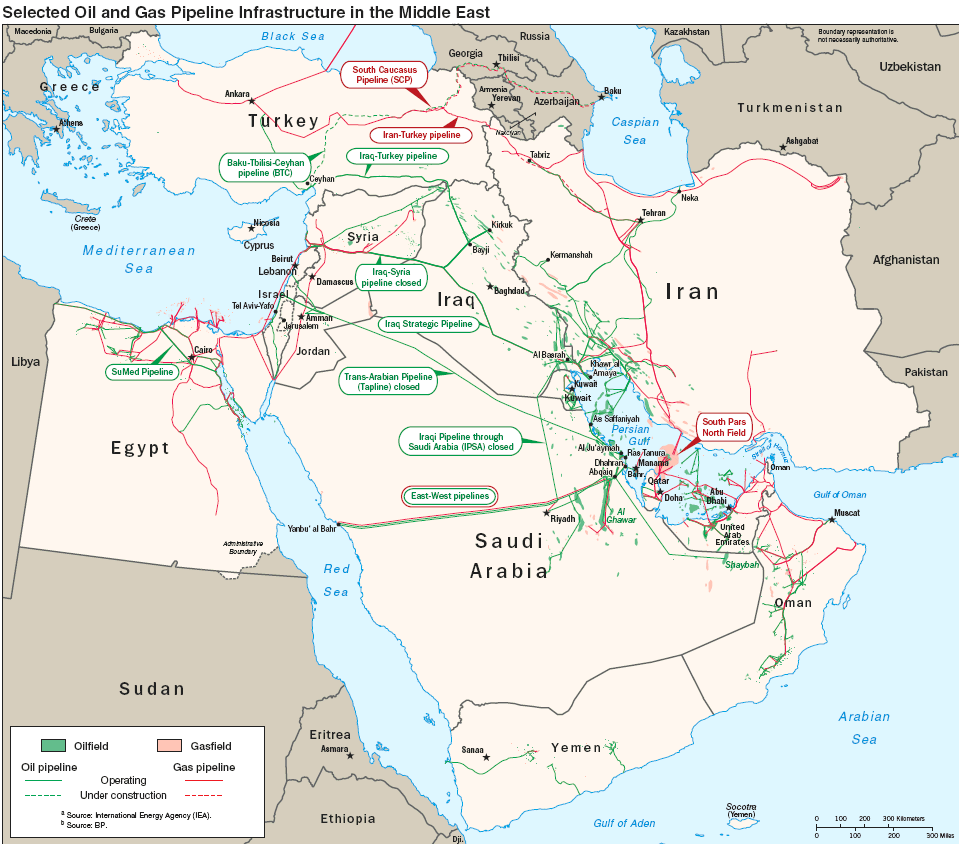
波斯灣周邊國家的輸油幹線系統（绿线）

输油管道系统，即用于运送石油及石油产品的管道系统，主要由输油管线、输油站及其他辅助相关设备组成，是石油储运行业的主要设备之一，也是原油和石油产品最主要的输送设备，与同属于陆上运输方式的铁路和公路输油相比，管道输油具有运量大、密闭性好、成本低和安全系数高等特点。
输油管道的管材一般为钢管，使用焊接和法兰等连接装置连接成长距离管道，并使用阀门进行开闭控制和流量调节。输油管道主要有等温输送、加热输送和顺序输送等输送工艺。管道的腐蚀和如何防腐是管道养护的重要环节之一。目前输油管道已经成为石油的主要输送工具之一，且在未来依旧具有相当的发展潜力。

## 分类
输油管道有数种不同的分类方法，可以按照管道设计压力、管道侧材质、管道的输送距离、管道所输送的物料等方式进行分类：
- 按设计压力分类管道可以分为“真空管道”，即一般表压低于0，如泵的进口管道；“低压管道”，即一般表压在0到1.6Mpa之间的管道，油库的输油管道一般较多采用此类；中、高压和超高压管道，中压管道一般指表压在1.6到10MPa之间的管道，高压管道一般指表压在10到100MPa之间的管道，超高压管道则是表压超过100MPa的管道，一般油田的油井出口大多为超高压管道；[8]
- 按管道材质分类可以分为金属管道和非金属管道，金属管道应用于大部分石油输送工艺，非金属管道多用于卸油码头和汽车供油设施（如：加油站）；[8]
- 此外，依據管道的使用情況還可以分為短距離管道和長距離管道以及原油管道和成品油管道等[2][9]。

## 組成

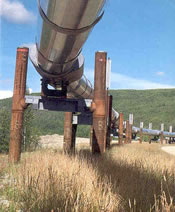
美國阿拉斯加的原油輸送管線

### 輸油站
長距離的輸油管道由輸油站和管線兩個大部份組成。管道的起點是一個輸油站，通稱為“首站”，油品或原油在首站被收集后，經過計量后，再由首站提供動力向下游管線輸送。首站一般佈設有儲油罐、輸油泵和油品計量裝置，若所輸油品因粘度高需要加熱，則亦設有加熱系統。輸油泵提供動力使得油品可以沿管線向終點或下一級輸油站運動，一般情況下，由於距離長，油品在運輸過程中的能量損失明顯，需要多級輸油站提供動力，直至將油品輸送至終點。終點的輸油站通稱“末站”，主要是負責收集上游管線輸送而來的物料，因此也較多配有儲罐和計量系統。

### 管線
長距離的輸油管道系統的管線部份主要由以下設備組成：管道本身主體；沿線的閥門及其控制系統；通過河流、公路、山地的穿越設施；陰極保護裝置以及簡易道路、通訊系統、工作人員的住所等。長距離的輸油管線由鋼管焊接而成，管外包裹有絕緣層物質以防止土壤中的腐蝕性化學成份對管線本體造成侵蝕，管線本體內部還可內涂防腐材料以減少輸送的油品本身對管線的腐蝕和提高管線管線的光滑度以加大運輸量。每隔一定的距離或跨越大型障礙物時，管線都設有閥門，用以發生事故时阻斷物料，以防止事故的擴大及方便維修設備。通訊設備是用於輸油管道的輸轉調度的重要指揮工具，隨著通訊衛星和自動化技術的發展，相關技術已經大量運用于油品的管道輸送中。

## 材质与规格

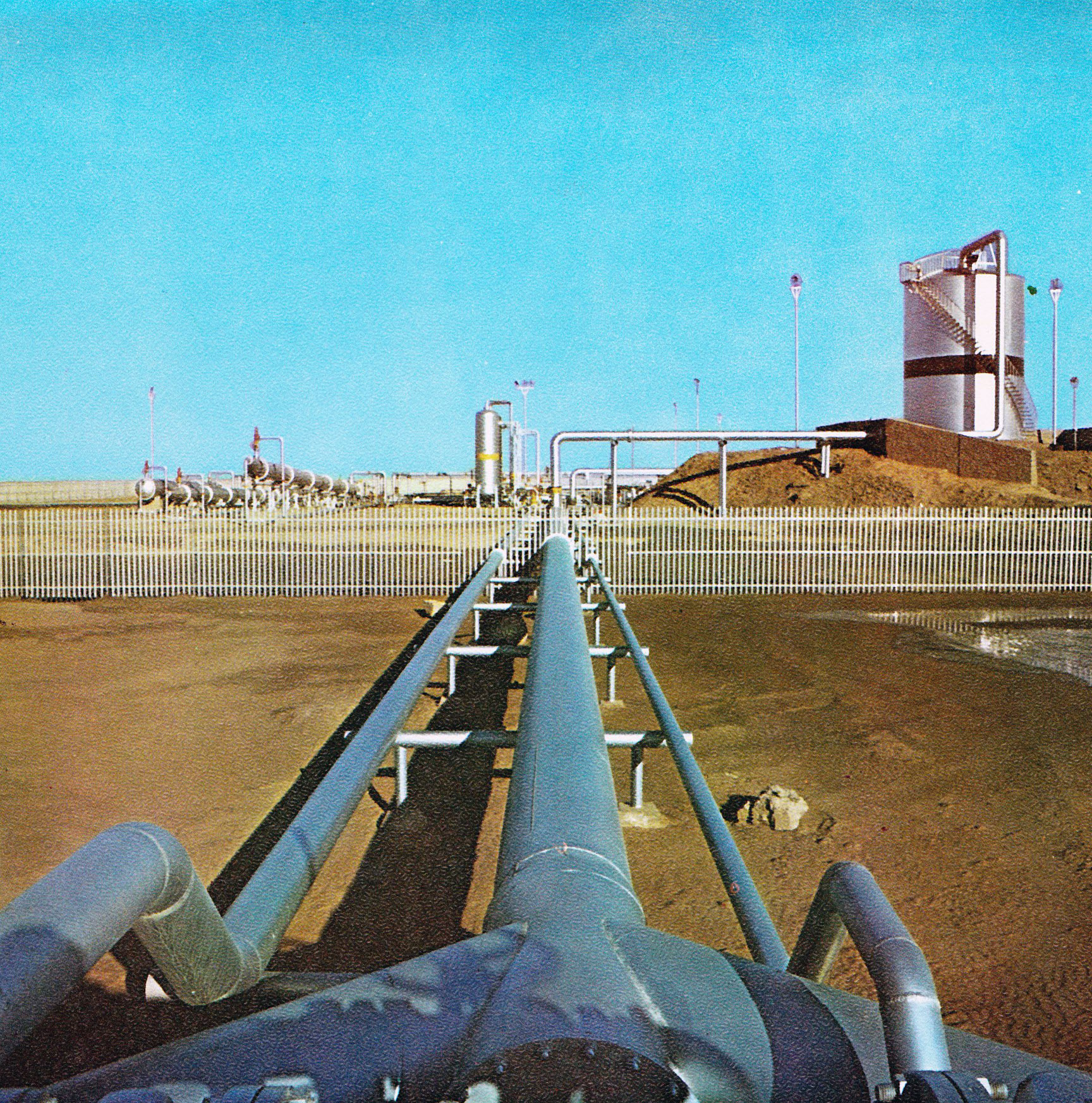
钢材质输油管

### 管材及适用性
输油管道所用的管材主要为碳素钢管，按照其制造工艺又可分为无缝钢管和焊接钢管。无缝钢管具有强度高，规格多等特点，因此适用于腐蚀性较强的油品或者高温条件下的输送。无缝钢管又分为热轧和冷拔两种。由于冷拔加工会引起材料硬化，因此还需要依据管材的具体用途做相应的热处理。焊接钢管可分为对缝钢管和螺旋焊接管两种。由于碳素钢管的工艺特性导致了此种钢管在低温时候容易变脆，因此主要适用于常温管线，管材的使用温度也不宜超过300摄氏度，一般而言普通碳素钢管使用温度介于0至300摄氏度之间。若采用优质碳素钢管，则温度应用范围和放宽达—40至450摄氏度。钢管的实验压力一般为公称压力的1.5倍。当所输送物料的温度不超过200摄氏度时，工作压力就是公称压力。当温度超过200度时工作压力应相应低于公称压力。

### 规格类型
钢管的外直径一般用大写字母D表示，其后面附加外径的数值，如：外直径为400mm的钢管用D400表示；钢管的内直径用字母小写d表示，其后附加内径数值，如内直径为300的钢管表示为d300；钢管的规格一般用“Φ外径×壁厚”表示，如外径为400mm，壁厚为6mm的管道表示为Φ400×6。常用钢管规格如下表所示：
| 钢管类型         | 钢管标准    | 公称直径（DN，mm） | 适用温度范围（℃） |
| ---------------- | ----------- | ------------------ | ----------------- |
| 无缝钢管         | YB231—70    | 10                 | -40—475           |
| 螺旋焊缝电焊钢管 | SYB10004—63 | 200—700            | -40—450           |
| 钢板卷管         |             | ≥500               | -40—470           |
| 有缝钢管         | YB234—63    | 10—65              | 0—140             |

### 重要参数
- 公称直径：公称直径是为方便管道的设计、建设与检修所规定的一个标准直径。一般而言，公称直径与管道的实际内径或外径都不相等，而是一个与内径较接近的整数值。公称直径用符号“DN”表征，其后附加具体的数值，例如：公称直径为600mm的输油管道表示为“DN600”。公称直径也常常使用“寸”作为单位，1寸=25.4mm，为方便转换操作上一般取“1寸≈25mm”，DN600的输油管道就可以称为“24寸”。[8]
- 压力参数：管道的压力参数有“公称压力”、“试验压力”和“工作压力”三项，公称压力如同公称直径是方便工程的名义压力参数，表示为PN，如公称压力为1.6兆帕的管道，记：“PN1.6MPa”，公称压力还可用千帕（KPa）和帕（Pa）作为量纲，换算关系如下：1MPa=1000KPa=1000000Pa；试验压力是对管道的强度和抗压性能进行测试所使用的压力，永Ps标记，为了保证管道的使用安全，试验压力要求高于公称压力；工作压力是指管道在实际应用中所承受的压力。[8]

## 管道连接与控制

### 连接和法兰

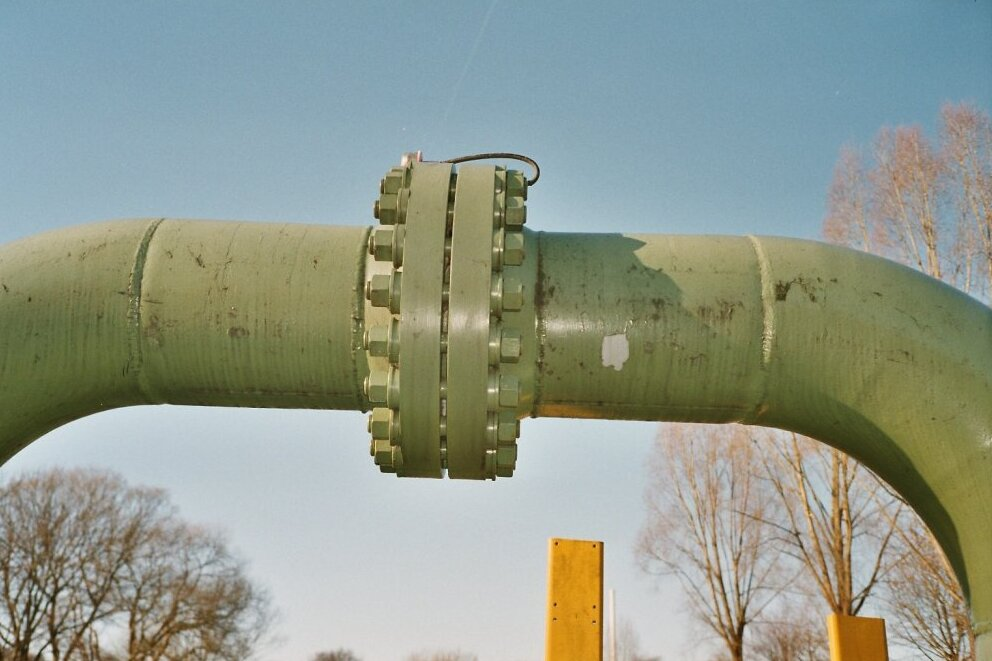
平焊法兰是常用法兰种类之一

输油管道须使用一定的链接方式才能构成一个完整的系统。管道的连接方式主要有丝扣、焊接和法兰连接三类。压力不高，管径不大的管路可以采用丝扣的方法连接，此种连接方法较为方便，但由于多数主干输油管线管径一般都较大，因此多采用其他两种连接方法。DN≥50的管路基本采用焊接的方法连接，焊接具有施工方便、坚固、严密和节约钢材等优点，一般直管或者弯路上不需要拆卸的部位都可采用。管道和阀门或者其他设备（如：泵）连接处以及管道需要拆卸的地方都采用法兰连接，为保证法兰连接处的严密性，也在法兰两侧都需要使用相对质软的法兰垫圈进行辅助。法兰依据制作工艺主要可分为平焊、螺纹、对焊、松套和盲板等几种类型，除了盲板法兰之外都是用于管路之间互相连接，若需要连接不同直径的管路，也可采用两头直径相对应的变径法兰。盲板法兰用于管路顶头一端的封闭，因此设计能承受较大的弯曲应力。

### 阀门与控制

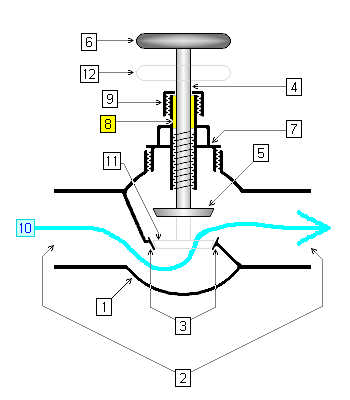
截止阀结构示意图

阀门是用于开启、关闭或者控制管道内介质流动的机械装置。阀门的种类繁多，分类方法也有多种。若按用途划分，可分为截断阀、止回阀、分配阀等；若按压力区分可分为真空阀（工作压力小于标准大气压）、低压阀（PN≤1.6MPa）、中压阀（PN=2.5—6.4MPa）和高压阀（PN=10—80MPa）。若按驱动方式可分为手动阀、动力驱动阀和自动阀，还有按温度或者材料等等不同的分类方法。闸阀是阀底座和阀板平等，阀板通过手轮随阀杆垂直上下运动，以此切断或开通管道，同时可调节管道的开通比例。由于闸板的特性，一般应用时，闸阀多为全开或全闭调节，较少用于流量调节，但闸阀具有密封性能好和维修方便的优点。截止阀的阀芯垂直落于底座上，阀座与管路中心线平行，流体在阀体内呈“S”形态流动，流体阻力较大，截止阀一般用于流量调节，且具有制造和维修方便的优点，但关闭时容易渗漏，密封性不如闸阀。
在长距离输送管道的铺设中，沿线须安装阀门，且间距不应超过32km，若管线途经人烟稀少地区则可以适当放宽。埋地输油管道沿线在穿跨越大型河流、湖泊、水库和城镇等人口密集地区的管道两端或根据地形条件认为需要，均须设置阀门。截断阀的设置位置应不受地质灾害及洪水影响，且要满足交通便利、检修方便的需要，并应设保护设施。

## 工艺概述

### 单品输送
长距离的输油管道由输油站和管路两部分组成，长度可达数百公里甚至更长，沿线设有首站、若干个中间站和末站。同一种油品在管线内流动所消耗的能量由输油站提供，因此需要了解不同情况下管道的工艺特性以确定具体的设备情况。输送轻质油品（如汽油、航空煤油和柴油等）的管道，由于介质粘度小、流动性好，因此沿线不需要加热，介质和管道的温度与周围土壤温度相等，此种输油管道被称为“等温输油管道”，此种工艺无需考虑热力学因素，仅仅需要从流体力学的角度评估与管道所需压力平衡的泵站所提供的动力。当所输送的介质为易凝固、高粘度（如：蜡含量较高的中国大陆之大庆油田的产油）时，若其凝点高于管道周围的环境温度或者环境温度下粘度很高时，无法直接使用等温法输送，因为过高的粘度会使得管道的压降大大增加，不仅会耗费大量动力且有安全隐患，因此须采用加热输送的方法以达到降低粘度、较少摩阻的效果。加热系统伴随在管道的外壁，保持管道的温度达到输送的需要。为了使得加热管道的能量能够较少损失，一般加热输送的管道都需要包裹保温设备，保温设备包裹管道和加热系统也称为保温层，保温层的物质应具有较差导热性，且必须具有耐高温、抗腐蚀、耐振动和吸水性弱、化学稳定性好等特点，一般为柔软的非金属混合材料（如：玻璃棉毡等）。保温层外还需要有保护装置以保护，最常用的是镀锌铁皮。

### 顺序输送

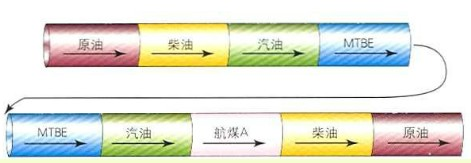
顺序输送图

顺序输送是在一条管道内，按照一定批次和顺序，连续地输送不同种类的油品的输送方法，亦称为“交替输送”或者“混油输送”。顺序输送可以最大限度地利用管道的运能，以此节约成本增加效益，并减低铁路等其他运油方式的运输压力，因而在美国和俄罗斯等国家被广泛应用。中国目前也有部分管道尤其是军用的输油管道使用顺序输送工艺。顺序输送主要的工艺难点在于不同种类油品依次输送时所产生的混油的处理，以及如何尽量减少混油的产生，减少混油可以采用使油品在输送过程中保持湍流流态和使用机械装置或凝胶隔离的方法实现，其中使用凝胶隔离是目前更具发展潜力的有效方法。

### 库内管道

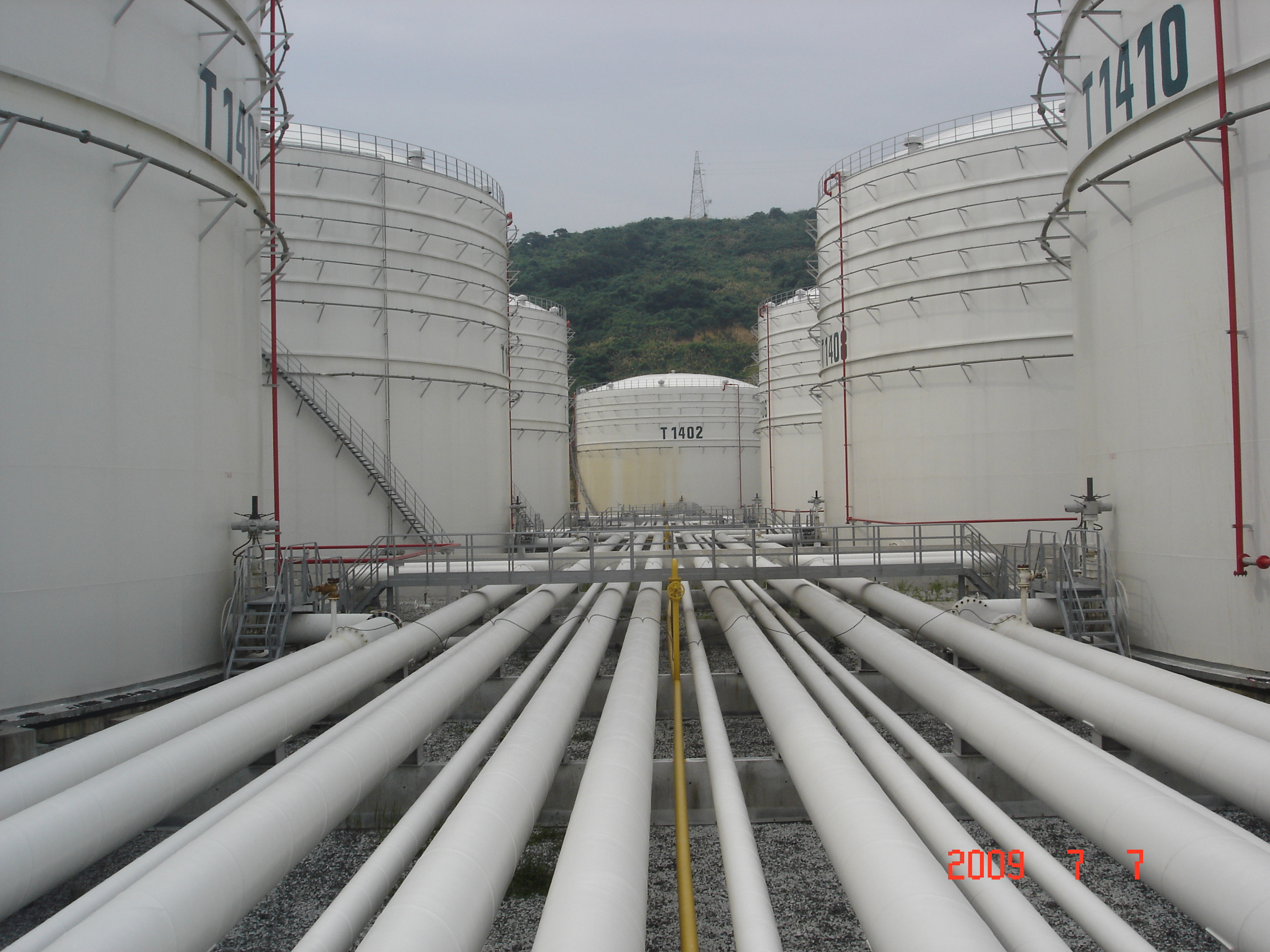
油库内的输油管道

油库内设有油品进出油库的管道系统。一般而言，油库内管道采用地上铺设为主，在特殊地段（如穿越铁路、道路和障碍等）需要采用高架铺设或者管沟铺设，其中，管沟铺设容易聚集油气，提高火灾和爆炸的安全风险，因此管沟在进入油库泵房、油罐区的防火堤和作业区处必须设置隔断墙。由于钢制阀门较铸铁阀门而言，价格差距不大，但更能避免阀门被冻裂、拉裂，以及作业时遭到水击和外来机械损伤，因此，油库油管的阀门采用一般钢制阀门。

## 管道腐蚀与防腐
由于输送的油品中含有硫元素和酸性物质，外加管道裸露在露天遭受风吹雨淋，导致管道易被腐蚀。管道腐蚀主要有以下几种：由原电池原理而导致的钢铁吸氧腐蚀；由于酸雨导致管道表面积聚酸性的硫化物（二氧化硫和硫化氢）而导致的析氢腐蚀；大气降水导致的二氧化碳酸性腐蚀；管道表面能够代谢硫酸盐的细菌导致的细菌腐蚀和管道内积水导致的腐蚀等，其中吸氧腐蚀是最多的腐蚀情况，原理如下：
中性条件下：O2 + 2H+ + 4e → 2OH−
碱性条件下：O2 + 2H2O + 4e → 4OH−
酸性条件下：O2 + 4H+ + 4e → 2H2O

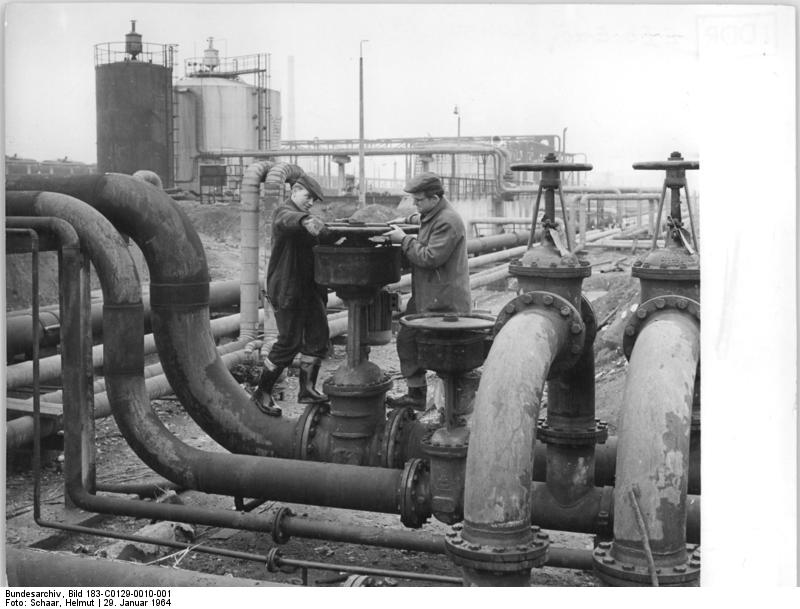
图中可以看见管道遭到腐蚀的锈斑

由于管道腐蚀的成因与条件不尽相同，因此管道防腐依据不同的腐蚀情况也有以下几种不同的方法：合理选材，依据不同的输送介质和环境条件选择不同种类的材料；阴极保护，就是外加直流电源，是原本为阳极的管道金属本身变为阴极而得到保护，或者可以将化学活性相对更为活泼的一种金属附加在管道上，使两者构成原电池，此时更活泼的金属被腐蚀而管道本身则得到保护；介质处理，包括除去介质中腐蚀性强的成分或调解其pH值；金属表面添加防腐涂层（如：油漆）以此隔绝钢材制管道和空气中的氧气接触，以此达到保护效果；添加“缓蚀剂”，缓蚀剂是添加于金属设备中用于减缓腐蚀的一种专用添加剂，由于用量小、投资省和效果明显等优点，是目前管道及其他领域防腐技术的重点发展方向，缓蚀剂的防腐蚀原理可描述为反催化，即和化工生产中所使用的催化剂原理相反，缓蚀剂会提高化学反应所需的活化能，以此减慢腐蚀反应的发生速度。

## 发展概述

### 历史与现状
现代的管道输油开始于19世纪中叶，1865年美国宾夕法尼亚建成了世界上第一条输油管道，管道直径50mm，长约10km，之后输油管道虽在世界范围内有所发展但也较为缓慢，直到第二次世界大战，当时的美国因战争需要开始大规模建设长距离输油管道。二战结束后，世界范围内兴建了多条大型跨国界输油管道，且一批海洋输油管道也得到建成，海底管道已经深达海底100多米。美国目前拥有约30万公里的输油管道，中国的输油管道起步于1950年代，目前已经拥有约3万公里的输油管道系统，俄罗斯和中东国家也拥有复杂的输油管道系统。
连接俄罗斯和东欧的“友谊”输油管道是截至目前世界上最长的输油管道，起自俄罗斯的阿尔麦季耶夫斯克至匈牙利、捷克、斯洛伐克、波兰和德国。为双线：一线长5500公里，管径1.05米，年输油能力5000万吨；二线长4412公里，管径1.22米，年输油能力7000万吨，该管道承担东欧国家的重要能源供给。美国的阿拉斯加原油管道是美国的一条重要输油管道，长度为1287km，曾经在2011年因为泄漏事故关闭数日导致世界原油价格大幅上涨。中缅油气管道是2013年投入使用的一个由缅甸向中国输送原油和天然气的油气管道，年设计输送能力为2000万吨，相当于约每日40万桶，管道全长793公里，起于缅甸皎漂市，从云南瑞丽进入中国境内，该条管道将有助于中国摆脱长期依赖马六甲海峡进口石油的困局。

### 未来展望
美国能源信息署预测，到2020年之前，世界管道的长度将以每年7%的增长率增长，到2015年前后，全球将新建约3.6万公里长度的输油管道，其中中国从2014年至2020年每年将建设约8000公里的输油管道。
除了线路里程的成长外，未来输油管道的发展更多在于技术革新。在原油管道技术方面，针对现役管道输量逐年下降、稠油开采量的增加以及原油开采向深海发展的现状，世界各国尤其是盛产含蜡高粘原油的大国，都在大力进行高粘、易凝原油长距离管道常温输送工艺及流动保障技术的试验研究，以及如何使管线在更安全和自动化条件下也是今后研究发展的目标。成品油管道技术发展方向是大流量、多油源、多品种、多分支，以及采用紊流密闭输送及减阻工艺和采用远程自动化控制泵和阀门的启停，实现水击的超前保护等。此外在建造上，例如如何穿越碎石冻土之类复杂地质条件的技术难关目前也取得了一定突破，但也面临例如长年使用的管线老化等问题。